# Flemming Bamse Jørgensen
Flemming "Bamse" Duun Jørgensen (født 7. februar 1947 i Randers, død 1. januar 2011 i Egå), bedre kendt som Bamse, var en dansk popsanger og skuespiller, bedst kendt som forsanger i musikgruppen Bamses Venner. Bamse var en del af den danske musikscene i over 35 år og har solgt mere end 3,5 millioner album. Han optrådte lejlighedsvis som skuespiller og modtog i 1986 en Robert for årets mandlige birolle for sin medvirken i film.

## Fødsel og opvækst
Blot fire dage efter Flemming Duun Jørgensens fødsel blev han indleveret på et børnehjem i Hadsten. Da han var otte uger gammel, blev han adopteret af et velhavende par, som var indehavere af en gummivarefabrik i Viby.
Allerede som barn var musik Bamses helt store interesse. Han startede med at spille kornet, indtil han som 16-årig fik øjnene op for guitaren. Da han var omkring 20 år aftjente han sin værnepligt ved Søværnets Grundskole i Auderødlejren, hvor han fik kælenavnet "Bamse". I 2009 fik han tilføjet kælenavnet til sit rigtige navn, så det nu lød Flemming Bamse Duun Jørgensen.
Bamse blev i 1970 gift med Käte som han fik børnene Tine og Theis med. Han blev inden sit musikalske gennembrud uddannet maskinarbejder.

## Tidlig karriere
Bamse fik sit gennembrud ved et tilfælde midt i 1960'erne da pigtrådsorkesteret Les Marques (senere: Lee Perkings) manglede en bassist.
Da den daværende forsanger ikke måtte deltage ved et spillejob på Klub Top Ten i Hamborg for sin kæreste, overtog Bamse mikrofonen som forsanger, hvor de optrådte med danske undersættelser af amerikanske rock-numre.

## Bamses Venner
I 1972 dannedes Bamses Venner, der pladedebuterede året efter med singlen blodtud. I 1975 udkom LP'en der slet og ret hed Bamses Venner med gennembrudshittet Vimmersvej. Samme år hittede Bamses venner med Rend og Hop og Tårer taler sandt.

## Melodi Grand Prix
I 1980 vandt Bamses Venner i Dansk Melodi Grand Prix med nummeret Tænker altid på dig, som fik en 14. plads ved Eurovision Song Contest samme år. Bamses Venner havde op gennem 1980'erne flere store hits, bl.a. Hvorfor går Louise til bal, Haløjsa Juhu og Jeg elsker kun dig.

## Soloprojekter med engelsksprogede covernumre
I 1999 udsendte Bamse, sideløbende med arbejdet i Bamses Venner, en soloplade med titlen Stand By Me. Bamse indsang en lang række kendte udenlandske evergreens og fik stor anerkendelse fra både anmeldere og publikum for sine fortolkninger. Albummet blev det næstmest solgte album i 1999 med omkring 150.000 eksemplarer, kun overgået af Creamys debutalbum. Stand By Me var i 2011 nået op på over 200.000 solgte eksemplarer.
I 2001 fulgte albummet Always on My Mind i samme stil, der solgte 80.000 eksemplarer. I 2005 udkom coveralbummet Be My Guest, hvor Bamse fortolkede en række klassikere i duet med kendte danske sangere som Kim Larsen, Søs Fenger og Lars H.U.G.. Albummet solgte 92.000 eksemplarer. I 2007 indspillede Bamse albummet Love Me Tender i USA, der består af Elvis-ballader indspillet med Elvis' gamle musikere fra The TCB Band. Albummet har modtaget platin for 30.000 solgte eksemplarer.

## AllStars-sejren ogTæt på
I maj 2009 vandt Bamse og hans kor TV 2-programmet AllStars, hvor han dystede med en række kendte danskere om at opbygge det bedste kor. Koret optrådte blandt andet sammen med Bamses Venner på numrene "Vimmersvej" og "Levende lys". Med sejren fulgte en pengepræmie på 250.000 kr. som Bamse donerede til Diabetesforeningens arbejde for børn i Aarhus. Bamse led selv i en årrække af type 2-diabetes, mens sønnen Theis som seksårig fik konstateret type 1-diabetes.
I februar 2010 udsendtes soloalbummet Tæt på, hvor han havde fået en lang række kunstnere til at skræddersy en række numre (heriblandt Anne Linnet, Poul Krebs, Kim Larsen og Lars Lilholt), personligt til ham om sin egen historie. Pladen skilte sig ud, da den som titlen antyder er selvbiografisk og omhandler Bamses egen livshistorie. Albummet debuterede som #6 på album-hitlisten, med 1.400 solgte eksemplarer. Udgivelsen tilbragte 10 uger i top 40. Efter Bamses død i januar 2011, blev albummet en stor kommerciel succes. Albummet toppede som #2 på hitlisten, og tilbragte yderligere 30 uger i top 40. I marts 2011 blev Tæt på certificeret platin for 20.000 solgte eksemplarer.

## Anden medvirken
Gæstesolist på Snapshots "Hej Smukke" i 1984
Bamse medvirker på Shu-bi-duas nummer "Fisk" fra Shu-bi-dua 16 (1997), hvor han synger en linje fra "I en lille båd der gynger".
I 2000 lagde han stemme til de danske versioner af Elton Johns sange fra Dreamworks' tegnefilm Vejen til El Dorado.

## Død og eftermæle
Flemming Bamse Jørgensen døde den 1. januar 2011 af et hjertestop i hjemmet i Aarhus-forstaden Egå. Han blev 63 år gammel. Efter nyheden om Bamses død meldte der sig en landesorg. Over 100.000 danskere klikkede "synes godt om" på Facebook-siden R.I.P. Flemming Bamse Jørgensen. Tidligere manager, John Madsen, annoncerede kort efter dødsfaldet at en større mindekoncert ville blive stablet på benene. Det var desuden på tale, at fodboldklubben AGF – som Bamse var stor tilhænger af og ambassadør for – ville afholde en mindeceremoni for ham. Desuden er det blevet debatteret at anlægge en Vimmersvej i Aarhus.
Inden Bamses død var det planlagt, at han skulle have været i Nashville i USA for at indspille et country-album i marts 2011.
Den 7. februar 2011, dagen hvor Bamse ville være fyldt 64 år, blev der afholdt en mindekoncert for Bamse i NRGi Arena. Blandt de optrædende kunstnere var bl.a. Kim Larsen, Peter Belli, Lis Sørensen, Anders Blichfeldt, Jacob Haugaard og Stig Rossen. Overskuddet fra koncerten gik til Diabetesforeningen og kræftsyge børn på Skejby Sygehus.
Den 20. april 2011 udkom bogen Flemming Bamse Jørgensen fortæller sit liv til Poul Blak – en biografi der blev skrevet på basis af en række samtaler mellem bogens forfatter, og Bamse selv i sommeren og efteråret 2010.
Umiddelbart efter Bamses død i januar genudgav sangerens mangeårige pladeselskab RecArt albummene Din sang (1997), Stand By Me (1999), Always on My Mind (2001) og Tæt på (2010). Den 14. november 2011 udkom den første reelle albumudgivelse siden Bamses død. Opsamlingsalbummet De store og de gemte består af tre CD'er, den første med Bamses største danske sange, den anden med hans største engelske sange, mens den sidste CD indeholder 12 sange der hidtil ikke har været udgivet. De nye sange er indspillet af de resterende medlemmer af Bamses Venner, og spænder fra sange tilbage fra 1970'erne til to sange der blev indspillet til Bamses sidste soloalbum Tæt på fra 2010, men ikke kom med på udgivelsen. De store og de gemte gik ind som #3 på hitlisten, og modtog platin i december 2011 for 20.000 solgte eksemplarer.
Han fik d. 7. sept. 2017 opkaldt en plads i Aarhus efter sig: "Flemming Bamse Jørgensens Plads". Pladsen ligger ud til havnen ved Østbanetorvet.
13. september 2018 ændredes navnet på Kronborgvejs Sidevej i Thisted til Vimmersvej.
Den 25. august 2022 havde filmen Bamse premiere. Det biografiske drama skildrer Flemming Bamse Jørgensens liv og karriere, og har Anders W. Berthelsen i hovedrollen.
Flemming Bamse Jørgensen er begravet på kirkegården ved Viby Kirke.

## Diskografi
| - Bamses Venner (1975) - Mælk og vin (1976) - Sutsko (1977) - B&V (1978) - Sådan set (1980) - Bamse Live I (1980) - Bamse Live II (1980) - Spor 8 (1981) - Har du lyst (1983) - 2x5 (1984) - Op og ned (1985) - Rockcreme (1986) - En helt almindelig mand (1989) - 16 (1990) - Lyseblå dage (1991) - I en lille båd der gynger (1992) - Forår (1992) - Vidt omkring (1993) - Drenge (1996) - Mig og mine venner (1998) - For altid (2000) - Rolig nu (2003) - 30 af de bedste (2003) - Kysser dem vi holder af (2006) - Bamses Venner 1995-2010 Bronzebox Opsamling (2010) - Bamses Venner: 40 af de fede (2013) | - Din sang (1977) - Solen skinner (1979) - Vores damer (1985) - Lige nu (1987) - 1988 (1988) - Lidt for mig selv (1994) - Jul på Vimmersvej (1995) - Stand By Me (1999) - Always on My Mind (2001) - Be My Guest (2005) - Love Me Tender (2007) - Tæt på (2010) - De store og de gemte (2011) - Muligvisvej - Brødrene Mortensens Jul (1998) - Ruuuudolf - Brødrene Mortensens Jul (1998) - Dengang jeg var en lille dreng - Brødrene Mortensens Jul (1998) - Når et julelys bli'r tændt - Brødrene Mortensens Jul (1998) - Du kan ønske, hvad du vil - Brødrene Mortensens Jul (1998) - Vi ve' ha' rock - Brødrene Mortensens Jul (1998) - (Gi' mig dit hjerte) Hanne - Brødrene Mortensens Jul (1998) - Nissesangen - Brødrene Mortensens Jul (1998) - Når det snart er jul - Brødrene Mortensens Jul (1998) - Tak for i dag - Brødrene Mortensens Jul (1998) - Den vej vi ta'r - Vejen til El Dorado (2000) - Jul hele året - Flyvende farmor (2001) |